# 李鎮赫 (藝人)
李鎭赫（： Lee Jin Hyuk，1996年6月8日—），原藝名偉（： WEI），曾為韓國男子團體UP10TION成員。2019年11月4日以首張迷你專輯《S.O.L》個人出道。他有先天性心臟病，一出生就動手術。

## 經歷
小時候曾因心臟瓣膜問題而需要動手術。出道前，於實境節目《蒙面新人王戰 UP10TION》未能在節目中脫下面具，而是在官方 SNS 公開真面目。2015年9月11日，透過首張迷你專輯《一級秘密》出道，並在2017年3月8日以首張日語單曲《ID》在日本出道。
2018年10月，與成員善燏、歡喜一同演唱韓劇《Ms.Ma，復仇的女神》OST《Flower》。2019年1月，參與CLEF Company 推出的《空間》音樂企劃，與R&B 團體 SOULSTAR 合作，親自參與 Rap Making，與成員坤、碧土一同演唱單曲《Find The Way》。
和團員金宇碩一同於2019年5月3日以練習生身份參與實境節目《PRODUCE X 101》。3月15日，作為A級練習生，公開主題曲評核影片。在定位評價中，表演Rap X Dance類別《龜甲船》，現場投票票數達680票，成為X類別第一名。高窕的身材和出色的rap表現使排名穩定上升，由第一集的第38位升至第二次排名儀式的第2位。6月第三周出演者話題榜中排第2位。在最終回中，李鎭赫得到了第11位，但因爲節目新賽制導致最後一名出道者(X)是以累積票數計算的，而并非最終回排名前11位出道，無緣成爲X1成員。李鎭赫意外落選引起觀眾的關心，更登上熱搜榜，出演者話題榜中排第1位。
7月22日，TOP Media宣佈今後將會用本名「李鎭赫」來進行演藝活動，同時開通個人SNS。李鎭赫得到各方的青睞，接到了化妝品、服裝等10個以上的品牌廣告拍攝邀請，也出演節目《Radio Star》、《獨族APP》。8月10日，舉行個人見面會《T.Y.F.L》，門票於發售同時宣告售罄。

## 音樂作品
— 所屬團體之作品請參閱 UP10TION。

### 迷你專輯
| 專輯 | 專輯資料                                                                          | 曲目 |
| 1st  | 《S.O.L》 - 發行日期：2019年11月4日 - 語言：韓語 - 專輯銷量：99,530+              | 曲目 1. I Like That 2. 빌런（VILLAIN） 3. 돌아보지마（Follow Me & You） |
| 2nd  | 《SPLASH!》 - 發行日期：2020年6月30日 - 語言：韓語 - 專輯銷量：68,457+            | 曲目 1. 난장판（BEDLAM） 2. 피카소（Picasso） 3. 라이벌 (Rival） 4. 홀리졸리（Holly Jolly） 5. 놀이터（Playground） 6. 단비（Sweet Rain） 7. 올라갈땐（2017）（Don't Worry）（CD Only） |
| 3rd  | 《SCENE26》 - 發行日期：2021年4月5日 - 語言：韓語 - 專輯銷量：59,666+             | 曲目 1. 5K 2. Silence 3. 소행성（Asteroid） 4. HATI-HATI 5. 기지개（Be half-awake） 6. 끄덕（Wave） 7. 활（Coup d'État）                                                                |
| 4th  | 《Ctrl+V》 - 發行日期：2021年10月18日 - 語言：韓語 - 專輯銷量：52,725+            | 曲目 1. Work Work 2. Bang all night 3. Dunk! 4. BLUE MARVEL 5. Coffee on Sunday 6. 의미 없 ≐ Art                                                                                        |
| 5th  | 《5ight》 - 發行日期：2022年08月29日 - 語言：韓語 - 專輯銷量：21,926+             | 曲目 1. Crack 2. EXIT 3. TOY 4. Morning Call 5. Rooftop 6. 정글(Jungle) |
| 6th  | 《NEW QUEST: JUNGLE》 - 發行日期：2024年04月23日 - 語言：韓語 - 專輯銷量：36,565+ | 曲目 1. Relax 2. GOOD BOYS(Feat. JUNNY) 3. ⒸRUSH♥︎ 4. TRAIN WRECK 5. Slay 6. 머리위로(Feat. 조광일)                                                                                      |

## 影音作品
— 所屬團體之作品請參閱 UP10TION。
| 標題             | 形式 | 備註                          |
| I LIKE THAT      | MV   | 第一張個人單曲專輯《S.O.L》   |
| 난장판 (BEDLAM)  | MV   | 第二張個人迷你專輯《SPLASH!》 |
| [MIXTAPE] Volume | MV   | SOLO一周年特別影片            |
| 라이벌Rival      | MV   | SOLO一周年特別影片            |

## 影視作品

### 戲劇
| 播出年份 | 電視台      | 劇名                   | 角色               | 性質             |
| 2020年   | MBC         | 《那個男人的記憶法》   | 趙一權             | 男配角           |
| 2020年   | Seezn、JTBC | 《别放精神線》         | 鄭神               | 主演             |
| 2021年   | MBC         | 《請確認活動吧》       | 宋鍾浩             | 男配角           |
| 2022年   | SBS         | 《為何是吳秀才》       | 南春風             | 男配角           |
| 2022年   | U-NEXT      | 《Dear.M》             | 吉木鎮             | 主演             |
| 2024年   | JTBC        | 《沒有秘密》           | 宋風魄             | 男配角           |
| 2024年   | Netflix     | 《Billionaire Island》 | K-JOY              | 特別出演挪威劇集 |
| 2025年   | KBS 2TV     | 《喀喀喀喀》           | 員工徵選節目參加者 | 特別出演         |
| 2025年   | SHORTCHA    | 《戀愛魔法虹詩酒吧》   | 車成雲             | 主演             |
| 2025年   | 待公布      | 《靈魂手指》           | 卡其畫手           | 配角             |

### 固定綜藝
| 播放日期                     | 電視台                 | 節目名稱                        | 集數      | 備註       |
| 2019年5月3日－7月19日        | Mnet                   | 《PRODUCE X 101》               | E01－E12  | 和成員宇信 |
| 2019年9月10日－10月22日      | JTBC                   | 《快點說話吧》                  | E05－E10  |            |
| 2019年10月31日－2020年2月6日 | JTBC                   | 《乖僻的五兄弟》                | E01－E12  |            |
| 2019年11月2日－12月21日      | tvN                    | 《唐吉訶德》                    | E01－E08  |            |
| 2020年3月16日－6月2日        | KBS Media/KT Seezn/NQQ | 《友情S的insider tour like it》 | E01－E24  | 每周一、二 |
| 2020年8月7日－9月11日        | Wavve                  | 《少年意志精神營》              | E01－E12  | 每周五     |
| 2020年12月4日－12月19日      | Seezn                  | 《Holy Moly》                   | E01 - E06 | 每周五、六 |

## 獎項
| 年份 | 頒獎典禮          | 作品              | 獎項名稱                       | 結果 |
| 2020 | MBC演技大獎       | 那個男人的記憶法  | 男子新人獎                     | 提名 |
| 2025 | 第4屆青龍系列大獎 | SNL Korea第6、7季 | 綜藝·教養部門 新人男子綜藝人賞 | 提名 |

## 演唱會及其他演出
— 所屬團體之活動請參閱 UP10TION。

### SHOWCASE
| 日期           | 名稱                                      | 城市 | 舉行地點       |
| 2019年11月4日  | LEEJINHYUK 1ST SOLO ALBUM DEBUT SHOWCASE  | 首爾 | KBS Arena      |
| 2020年6月30日  | LEE JIN HYUK <Splash！> COMEBACK SHOWCASE | 首爾 | VLive!線上     |
| 2020年12月12日 | 2020 ALL THE K-POP with Mixchannel        | 首爾 | Mixchannel線上 |

### 粉絲見面會 Fan Meeting
| 日期           | 名稱                          | 城市   | 舉行地點                       |
| 2019年8月10日  | 진혁:해 [T.Y.F.L]             | 首爾   | 慶熙大學 和平殿堂              |
| 2019年9月15日  | JIN HYUK: HAE [T.Y.F.L]       | 曼谷   | BCC Hall Central Plaza Ladprao |
| 2019年10月13日 | JIN HYUK: HAE [T.Y.F.L]       | 台北   | 台北國際會議中心 TICC          |
| 2019年12月14日 | LEE JIN HYUK 1st SOLO <S.O.L> | 馬尼拉 | New Frontier Theater           |
| 2019年12月21日 | LEE JIN HYUK 1st SOLO <S.O.L> | 澳門   | 澳門百老匯舞台                 |
| 2024年05月12日 | 「STEP BY STEP」 IN TAIPEI    | 台北   | Clapper Studio                 |

### 演唱會
| 日期         | 名稱                                                   | 城市 | 舉行地點   |
| 2023年3月4日 | 《2023 LEE JIN HYUK LIVE CONCERT [4eVer]」IN TAIPEI 》 | 台北 | Legacy MAX |

## 主持工作

### 活動主持
| 年份 | 日期     | 活動名稱                     | 備註 |
| 2019 | 10月25日 | 2019 BOF Family Park Concert | MC   |
| 2020 | 2月27日  | MCND Debut Showcase          | MC   |

## 其他活動

### 其他活動
| 年份 | 日期     | 活動名稱          | 地點     | 備註   |
| 2019 | 9月6日   | Kiwoom Heroes開球 | 高尺巨蛋 |        |
| 2020 | 12月24日 | 2020 KBS演藝大賞  |          | 頒獎者 |
| 2020 | 12月30日 | 2020 MBC演技大賞  |          | 入圍者 |

## 出版物

### 寫真書
| 寫真書 | 寫真書資料 | 內容物 |
| 1st    | 《LEE JIN HYUK My Fairy Tale in Switzerland》 - 發行日期：2019年12月31日 - 版本：SNOW ver. & GREEN ver. & Limited Edition - 語言：韓語、英語 | 內容物 - SHOW ver. or GREEN ver. 1. 寫真書200p（SNOW or GREEN） 2. 相片卡12張（SNOW or GREEN） 3. 海報1張（SNOW or GREEN） 4. 64分鐘DVD（單一版本） - Limited Edition（包含SNOW及GREEN雙版本內容物並新增） 1. 桌曆 2. 日程本80p 3. 貼紙 |
| 2nd    | 《JINHYUK'S B CUT 2019-2020》 - 發行日期：2020年4月6日 - 語言：韓語                                                                          | 寫真書246P |
| 3rd    | 《JINHYUK'S B CUT 2020 2nd》 - 發行日期：2020年10月27日 - 語言：韓語                                                                         | 寫真書260P |

### 年曆
| 年曆 | 年曆資料                                                                                            | 內容物 |
| 1st  | 《LEE JIN HYUK 2020 CALENDAR My Fairy Tale in Switzerland》 - 發行日期：2019年12月31日 - 語言：韓語 | 內容物 1. 外盒 2. 桌曆 3. 日記本 4. 貼紙                                                                            |
| 2nd  | 《2021 LEE JIN HYUK SEASON'S GREETINGS》 - 發行日期：2020年12月24日 - 語言：韓語                    | 內容物 1. 外盒 2. 桌曆 3. 日記本 4. 掌中日曆 5. 相片卡6張 6. 明信片5張 7. 貼紙2張 8. 壓克力鑰匙圈 9. 海報兩張(隨機) |

## 外部連結
個人連結
- 李鎮赫的Instagram帳戶

官方連結
- 李鎭赫官方的X（前Twitter）
- 李鎭赫官方(TOP Media)的X（前Twitter）
- YouTube上的李鎮赫頻道
- 李鎮赫的TikTok